# Дни хаоса
Днями хаоса называют определенные встречи панков в разных городах (Германии), в которых принимали участие автономы, различные левые и леворадикальные группы, хулиганы, также прочая заинтересованная молодёжь и представители старшего поколения. Первые Дни хаоса, направленные изначально против планируемого заведения полицией некой панк-картотеки, состоялись в 1983 году в столице Нижней Саксонии — Ганновере. На ставших с тех пор более или менее регулярными Днях хаоса (в особенности на Днях хаоса 1995 года) дело неоднократно доходило до жестоких разборок и уличных боев панков с полицией.

## История

### 1980-е годы
Предшественниками ганноверских Дней хаоса были регулярно проходившие в 1982 году субботние встречи в Вуппертале. Поводом послужила попытка городской администрации запретить местным панкам собираться в группы у фонтана в центре города. Это привело к тому, что теперь там стали собираться не только вуппертальцы, но и панки из других городов. Эти мероприятия получили название «Вуппертальские панк-встречи». В 1983 году дело дошло до уличных столкновений панков с полицией, а годом позже случилось побоище между панками и праворадикальными скинхедами с большим количеством пострадавших.
Первым Днем хаоса можно считать 18 сентября 1982 года. Редкая звукозапись Jello Biafra ruft zum Chaostag aufо файле (Джелло Биафра призывает ко Дню хаоса) подтверждает, что Джелло Биафра во время легендарного выступления Dead Kennedys двумя днями ранее — 16 сентября 1982 в Курзале Бад-Хоннефа, отчетливо призывал ко Дням хаоса, чем и обеспечил себе почетное место в планируемой панк-картотеке.
Первые официальные Дни хаоса состоялись в начале июня 1983 года, после того как стало известно о панк-картотеке. В ней должны были регистрироваться все личности вызывающего внешнего вида, даже если они не совершали никаких преступлений и нарушений общественного порядка. Идеей такого крупного съезда скинов и панков было собрать как можно больше «претендентов на карточку», чтобы показать абсурдность затеи заведения подобной картотеки.
В первые выходные августа 1984 и 1985 годов в Ганновере собирались панки и другие левые группы. Эти встречи проводились изначально под девизом Punks & Skins United (содружество панков и скинов). Однако последних вскоре затянуло в праворадикальное русло, что привело в 1984 году к ожесточенным разборкам между панками и скинами в центре города. После разборок панки вернулись на территорию независимого молодёжного центра (UJZ) Glocksee, где они были окружены полицией. Во внутреннем дворе полицейские применили слезоточивый газ, что привело к панике и разгрому загнанными панками кафе, принадлежащего молодёжному центру.
В 1989 году были запланированы «Интернациональные Дни хаоса». Тем не менее на эти встречи прибыло все же меньше панков, чем ожидалось.
С середины 1980-х многие встречи панков, особенно в Ганновере, называли Днями хаоса, но они ничего общего с теми днями не имели. В 1987 году около 1000 панков из Германии, Нидерландов, Бельгии и Англии собрались в городе Люббекке (Северный Рейн — Вестфалия) для того что бы мирно и спокойно справить Праздник пивного фонтана (Bierbrunnerfest). Спустя два года после этого, воспользовавшись правом руководителя организации реализовывать правила внутреннего распорядка в служебных помещения и зданиях, разлив пива в пивоварни сделали выборочным.

### 1990-е годы
После 1985 года было относительно спокойно, но в 1994 и в августе 1995 года Дни хаоса возродились. Они выделялись жестокими стычками панков и местной молодёжи с полицией. На ганноверских Днях хаоса с 4 по 6 августа 1995 года разразились уличные бои между приблизительно 2000 участников и 3000 полицейских и сотрудников федеральной пограничной охраны, в результате чего пострадало 179 человек. 220 участникам Дней хаоса были предъявлены обвинения за различные правонарушения. Разграбление супермаркета «Penny» в северной части города привело к хаосу на дорогах, а также к переполоху жителей и СМИ, которые говорили о положении чуть ли не аналогичном гражданской войне. 5 августа действие перенеслось в район Северный Линден (Linden-Nord), где в то время проходил альтернативный опен-эйр фестиваль Fahrmannfest Hannover (праздник паромщика). После атаки на пивной лоток со словами «бесплатного пива для всех!», фестиваль штурмовала полиция.
Поскольку по мнению панков пресса заранее предсказывала чрезвычайное положение, нарочито преувеличивая и приравнивая его к гражданской войне, у них родился девиз «пресса велит, мы повинуемся». Полиция прибегла, по некоторым данным, к «стратегии деэскалации», вызвавшую противоположную негативную реакцию, за что тогдашний премьер-министр Герхард Шрёдер и министр внутренних дел Герхард Глоговски подверглись резкой критике.
В 1996 году для предотвращения Дней хаоса было задействовано до сих пор невиданное количество полицейских. Более 10 тыс. должностных лиц во всем Ганновере должны были подавить в зародыше любую попытку организации Дней хаоса. Им это удалось, если учесть, что панков там было меньше тысячи, а во многих районах города полицейские дежурили на каждом углу. Критики иронично назвали это «Дни порядка».

### 2000-е
Во время проведения в Ганновере выставки Expo-2000 было объявлено о возобновлении проведения Дней хаоса, которые не достигали подобных масштабов с 1995 года. Инициатор Карл Нагель для привлечения большего количества людей создал популярный пародийный сайт, который в итоге вполне оправдал возложенные на него ожидания, несмотря на то, что во время проведения выставки Expo в городе находилось очень много молодёжи и несмотря на то, что полицией было проведено около сотни арестов.
С 3 по 5 августа 2001 года Дни хаоса были объявлены в Коттбусе и Дортмунде. В Коттбусе собралось относительно небольшое количество молодёжи; по имеющимся данным в Коттбусе полицейскими на непродолжительное время было взято под стражу 58 человек. В Дортмунде собралось около 700 панков, из которых более чем 500 после непродолжительных стычек были арестованы.
В 2002 году Дни хаоса должны были проходить с 2 по 4 августа в Мюнхене. По сообщениям СМИ, они планировались в знак протеста против кандидата в канцлеры от ХДС/ХСС (Христиано-демократический союз/христиано-социалистический союз) Эдмунда Штойбера. Мюнхенская полиция отреагировала на объявление о Днях хаоса «стратегией нетерпимости». Они просто хватали всех, кто хоть чем-то был похож на панка, так что Дни хаоса практически не состоялись. Специальный приказ запрещал «любые действия, которые могли бы быть связаны с Днями хаосами». В жёлтой прессе такой подход поддерживали (Bild: «нападение панков на крепость Мюнхен отражено!»).
С 5 по 7 августа 2005 Дни хаоса снова прошли в Ганновере. В городе собралось примерно 300 панков. К 5 августа почти 90 панков были задержаны полицейскими. На предвыборную демонстрацию Анархисткой пого-партии Германии, проходившей 6 августа на площади Крёпке, полиция строго запретила приносить алкоголь и приходить с собаками. После первых же стычек в центральной части города и у Ганноверского университета, полиция вмешалась в события, окружила большую часть присутствующих панков у здания центрального железнодорожного вокзала, продержала их там чуть более трех часов, после чего они были задержаны на незначительные (до 8 часов) сроки.
С 4 по 6 августа 2006 года около 350—400 панков, скинов и их друзей собрались в Ганновере, многие из которых были одеты в нейтральную одежду. В связи с этим около 1000 полицейских дополнительно вышли на дежурство, усиленные наряды были отправлены патрулировать центр города.
9 июня 2007 года около 200 панков, скинов и автономов в том числе и Карл Нагель собрались в городке Вупперталь-Эльберфельд, что бы отметить 25-летний юбилей Дней хаоса. Около 300 полицейских в итоге арестовали 47 панков, 42 панка были отпущены под подписку о невыезде и 150 были отпущены. В ходе беспорядков был ранен один офицер и несколько панков.
В 2013 году Дни хаоса планировалось провести в Гейдельберге. Карл Нагель утверждает, что в 2022 году хотел бы снова показать «что такое настоящий хаос», вновь организовав Дни хаоса.

## Фильмы
В 1996 году вышел фильм «Война миров — Дни хаоса в Ганновере 1995», который в панк сцене быстро приобрел статус культового. Фильм включает в себя подборку выпусков новостей и фрагменты художественных фильмов.
В 2007 году режиссёр Тарек Эльаль (Tarek Ehlail0 снял независимый фильм об эпизодах Дней хаоса «Сhaostage — We Are Punks», в котором снялись реальные панки реально принимавшие участие в Днях хаоса. Сама картина не имеет отношения к реальным событиям, скорее она представляет собой иронично-сатирическую попытку объяснить абсурдное сочетание совпадений, приведших к появления такого феномена. Основывается фильм на одноимённой книге Моисея Арндта (Mose Arndt). Документальность картине придается благодаря сценам, содержащим интервью с панками, принимавшими участие в Днях хаоса. Премьера фильма состоялась 3 октября 2008 года в Ганновере.
При проведении панк концерта, проходившего в день премьеры фильма, не обошлось без столкновений в северной части города между панками и полицейскими.

## Критика
Консервативно-буржуазной стороной Дни хаоса (особенно ранние) воспринимались как безумство. Политические цели были трудно узнаваемые, говорилось не о политической демонстрации, а о ритуальном насилии, проводились сравнения с первомайскими беспорядками в Берлине (Berlin-Kreuzberg).
Левой и прочими альтернативными сторонами эти события были подвергнуты критике из-за отсутствия содержания и способов протеста, приводивших простых людей в ужас. По мнению критиков эти встречи хоть и выходили за рамки политики закона и порядка, но в большей мере послужили для ищущей острых ощущений молодёжи не больше чем отличным способом провести время в поисках приключений.
С позиции пого-анархистов, цель Дней хаоса изначально заключалась главным образом в провокациях, направленных на прекращение репрессий в отношении панков и ущемления их прав.
С 1990 годов среди политиков и граждан стала проявляться тенденция искусственного преувеличения различных мифов об опасностях Дней хаоса.